# FIFA (серия игр)
FIFA — серия компьютерных игр в жанре симулятора футбола, которая разрабатывается студией EA Canada, входящей в состав корпорации Electronic Arts. Игры издаются под брендом EA Sports, каждый год выходит новое издание, включающее в себя изменения, произошедшие в футбольном мире за год. Electronic Arts владеет множеством лицензий на использование в игре футбольных лиг разных стран и игроков, выступающих в этих чемпионатах. В 2022 году EA и Международная федерация футбола (FIFA) объявили о завершении сотрудничества, следующий после FIFA 23 футбольный симулятор от EA будет носить имя EA Sports FC.

## Состав

### Серия FIFA
| Название                   | Год  | Платформы |
| -------------------------- | ---- | --- |
| FIFA International Soccer  | 1993 | DOS, Sega Mega Drive, Master System, Mega-CD, Sega Game Gear, SNES, Amiga, 3DO, Game Boy                                    |
| FIFA Soccer 95             | 1994 | DOS, Sega Mega Drive |
| FIFA Soccer 96             | 1995 | DOS, Windows, PlayStation, Sega Mega Drive, Sega Game Gear, Sega 32X, SNES, Sega Saturn, Game Boy                           |
| FIFA 97                    | 1996 | DOS, Windows, PlayStation, Sega Mega Drive, SNES, Sega Saturn, Game Boy                                                     |
| FIFA 98: Road to World Cup | 1997 | Windows, PlayStation, SNES, Sega Mega Drive, Sega Saturn, Game Boy, Nintendo 64                                             |
| FIFA 99                    | 1998 | Windows, PlayStation, Game Boy Color, Nintendo 64                                                                           |
| FIFA 2000                  | 1999 | Windows, PlayStation, Game Boy Color                                                                                        |
| FIFA 2001                  | 2000 | Windows, PlayStation, PlayStation 2, Game Boy Color                                                                         |
| FIFA Football 2002         | 2001 | Windows, PlayStation, PlayStation 2, Nintendo GameCube                                                                      |
| FIFA Football 2003         | 2002 | Windows, PlayStation, PlayStation 2, Nintendo GameCube, Xbox, Game Boy Advance.                                             |
| FIFA Football 2004         | 2003 | Windows, PlayStation, PlayStation 2, Nintendo GameCube, Xbox, Game Boy Advance, N-Gage,                                     |
| FIFA Football 2005         | 2004 | Windows, PlayStation, PlayStation 2, Nintendo GameCube, Xbox, Game Boy Advance, PSP, Gizmondo, N-Gage                       |
| FIFA 06                    | 2005 | Windows, PlayStation 2, Nintendo GameCube, Xbox, Game Boy Advance, Nintendo DS, PSP.                                        |
| FIFA 07                    | 2006 | Windows, PlayStation 2, Xbox, Xbox 360, Nintendo GameCube, Game Boy Advance, Nintendo DS, PSP                               |
| FIFA 08                    | 2007 | Windows, PlayStation 2, PlayStation 3, Xbox 360, Nintendo DS, Wii, PSP                                                      |
| FIFA 09                    | 2008 | Windows, PlayStation 2, PlayStation 3, Xbox 360, PSP, Nintendo DS, Wii                                                      |
| FIFA 10                    | 2009 | Windows, PlayStation 2, PlayStation 3, Xbox 360, Wii, Nintendo DS, PSP, iOS, Android                                        |
| FIFA 11                    | 2010 | Windows, PlayStation 2, PlayStation 3, Xbox 360, Wii, PSP, Nintendo DS, iOS                                                 |
| FIFA 12                    | 2011 | Windows, PlayStation 2, PlayStation 3, Xbox 360, Wii, Nintendo 3DS, PSP, iOS, Android                                       |
| FIFA 13                    | 2012 | Windows, PlayStation 2, PlayStation 3, Xbox 360, Wii U, Nintendo 3DS, PSP, PlayStation Vita, iOS                            |
| FIFA 14                    | 2013 | Windows, PlayStation 2, PlayStation 3, Playstation 4, Xbox 360, Xbox One, Nintendo 3DS, PSP, PlayStation Vita, iOS, Android |
| FIFA 15                    | 2014 | Windows, PlayStation 3, Playstation 4, Xbox 360, Xbox One, PlayStation Vita, Nintendo 3DS, iOS, Android                     |
| FIFA 16                    | 2015 | Windows, PlayStation 3, Playstation 4, Xbox 360, Xbox One, iOS, Android                                                     |
| FIFA 17                    | 2016 | Windows, PlayStation 3, Playstation 4, Xbox 360, Xbox One                                                                   |
| FIFA Mobile                | 2016 | iOS, Android, Windows Phone                                                                                                 |
| FIFA 18                    | 2017 | Windows, PlayStation 3, Playstation 4, Xbox 360, Xbox One, Nintendo Switch                                                  |
| FIFA 19                    | 2018 | Windows, PlayStation 3, Playstation 4, Xbox 360, Xbox One, Nintendo Switch                                                  |
| FIFA 20                    | 2019 | Windows, PlayStation 4, Xbox One, Nintendo Switch                                                                           |
| FIFA 21                    | 2020 | Windows, PlayStation 4, PlayStation 5, Xbox One, Xbox Series X/S, Nintendo Switch                                           |
| FIFA 22                    | 2021 | Windows, PlayStation 4, PlayStation 5, Xbox One, Xbox Series X/S                                                            |
| FIFA 23                    | 2022 | Windows, PlayStation 4, Xbox One, Nintendo Switch, PlayStation 5, Xbox Series X/S, Stadia                                   |

### Серия EA Sports FC
| Название        | Год  | Платформы                                                                         |
| --------------- | ---- | --------------------------------------------------------------------------------- |
| EA Sports FC 24 | 2023 | Windows, PlayStation 4, Xbox One, Nintendo Switch, PlayStation 5, Xbox Series X/S |
| EA Sports FC 25 | 2024 | Windows, PlayStation 4, Xbox One, Nintendo Switch, PlayStation 5, Xbox Series X/S |

### Прочее
Серия UEFA Champions League
- UEFA Champions League 2004—2005
- UEFA Champions League 2006—2007

Серия F.A. Premier League Stars
- F.A. Premier League Stars 2000
- F.A. Premier League Stars 2001

Серия UEFA European Championship licensed games
- Euro 2000
- Euro 2004
- Euro 2008
- Euro 2012

Серия Street football
- FIFA Street (2005)
- FIFA Street 2
- FIFA Street 3
- FIFA Street (2012)

Серия FIFA World Cup
- World Cup 98
- 2002 FIFA World Cup
- 2006 FIFA World Cup Germany
- 2010 FIFA World Cup South Africa
- 2014 FIFA World Cup Brazil
- 2018 FIFA World Cup Russia
- 2022 FIFA World Cup Qatar

Серия FIFA Online
- EA Sports FIFA Online
- EA Sports FIFA Online 2
- FIFA Online
- FIFA Online 3
- FIFA Online 4

Серия EA Sports FC Online
- EA Sports FC Online (ребрендинг FIFA Online 4)

Эксклюзивы из серии FIFA
- FIFA Soccer World Championship — игра приурочена к чемпионату мира среди клубов, вышла только в Японии на Playstation 2
- FIFA 06: Road to FIFA World Cup — отборочный турнир к чемпионату мира для Xbox 360

Серия спортивных менеджеров
- FIFA Soccer Manager (1997)
- Серия The F.A Premier League Football Manager
  - The F.A. Premier League Football Manager 99
  - The F.A. Premier League Football Manager 2000
  - The F.A. Premier League Football Manager 2001
  - The F.A. Premier League Football Manager 2002
- Серия Total Club Manager
  - Total Club Manager 2003
  - Total Club Manager 2004
  - Total Club Manager 2005
- Серия FIFA Manager
  - FIFA Manager 06
  - FIFA Manager 07
  - FIFA Manager 08
  - FIFA Manager 09
  - FIFA Manager 10
  - FIFA Manager 11
  - FIFA Manager 12
  - FIFA Manager 13
  - FIFA Manager 14

## История
FIFA International Soccer — первая игра в серии FIFA от EA. Также встречаются названия EA Soccer и FIFA 94. Игра была выпущена в канун рождества 1993 года и принесла революционный для того времени угол обзора 3/4 (в то время как в других футбольных играх использовался только вид сверху). В игре присутствуют национальные сборные стран, но с вымышленными именами; при этом игра получила поддержку FIFA. 
FIFA 95 отличалась от предшественницы незначительно — в игре использовался тот же движок, что и в прошлой части, но были добавлены клубы из 8 национальных лиг: Бразилии, Германии (Бундеслига), Италии (Серия А), Испании (Ла Лига), Англии (АПЛ), Франции (Серия 1), Голландии (Эредивизи) и США. Большинство игроков были взяты из состава сезона 93-94 годов: имена всё ещё оставались вымышленными, а многие из них и вовсе вернулись с предыдущей игры. Лига США состоит из команд и игроков из А-лиги, второго дивизиона страны.
Для FIFA 96 была приобретена лицензия FIFPro, благодаря которой в игре которой представлены реальные имена и позиции игроков, а также инструменты для трансферов и настройки команды. Однако у бразильских команд были в основном неточные составы, в некоторых из них даже были игроки, давно вышедшие на пенсию (это будет исправлено только в FIFA 99), а американская лига состояла из полностью вымышленных команд и составов. В версии для PC, 32X и Sega Saturn была использована новейшая технология EA «Virtual Stadium» — двухмерные спрайтовые модели футболистов бегали по трёхмерному стадиону.
В FIFA 97 были использованы полигональные модели игроков, анимированные с использованием технологии захвата движений, а также добавлен режим игры 6 на 6 в помещении. Появилось гораздо большее количество игровых лиг из Англии, Испании, Франции, Италии, Нидерландов, Германии и Малайзии.
В FIFA 98: Road to World Cup были сделаны значительные изменения. В частности, получил значительное улучшение графический движок игры, появилась возможность редактировать команды и отдельных игроков, используя внутренний игровой редактор, в игре появились 16 разных стадионов, улучшен искусственный интеллект и добавлен режим «Road to World Cup», включающий в себя все национальные команды, зарегистрированные в FIFA. У игры появился лицензионный саундтрек, включавший в себя песни популярных на то время исполнителей. Наиболее заметными и важными особенностями игры стали впервые должным образом реализованное правило офсайда и правильные составы команд у каждой сборной, включающие в себя даже игроков резерва и тех, кто хоть раз сыграл в отборочном турнире. Эта игра была последней из серии, вышедшей на 16-битных консолях.
Для FIFA 99 разработчики улучшили поддержку технологии Direct3D. Каждая команда получила свою уникальную форму, чего не было раньше ни в одной игре. Режим «футбол в помещении» был убран, зато были произведены заметные улучшения в геймплее и добавлено множество новых футбольных лиг. Игроки получили возможность создавать свои собственные турниры и выбирать команды, которые будут в них участвовать. В игре присутствует режим «European Super League», включающий в себя 20 лучших команд Европы, сражающихся друг с другом в большом групповом турнире.
В FIFA 2000 впервые появилась футбольная лига США и другие национальные лиги, в то же время во многих командах всё ещё присутствовали нелицензированные игроки. В геймплей была внедрена особая система пасов, где определённые кнопки отвечали за пасы определённым игрокам. Также появилось графическое отображение вероятности успешного паса: красный цвет обозначал, что пас скорее всего будет перехвачен; жёлтый — что шансы 50/50; зелёный, что опасности потерять мяч практически нет. В игре также присутствовали специальные «классические» команды из прошлого — например, «Реал Мадрид» с составом 1950 года или сборная Бразилии времён 1970 года. В попытке придать больше «эмоций» 3D-моделям игроков был реализован совершенно новый движок, из-за мультяшности которого (а также из-за поверхностного геймплея) игра получила смешанные отзывы.
В FIFA 2001 благодаря новому игровому движку зрители, тренеры и запасные начали реагировать на происходящее, по небу двигались облака, а освещённость менялась в зависимости от времени суток. Каждый игрок был похож на свой реальный прототип не только внешне, но и по пластике движений и даже по стилю игры. Благодаря новой системе скелетной анимации спортсмены могли выражать эмоции посредством жестов и мимики. В игре появилась возможность совершить преднамеренный фол. Версия для ПК стала первой игрой серии, в которую можно играть онлайн с другими игроками.
В FIFA Football 2002 были введены силовые индикаторы для пасов и уменьшен уровень дриблинга, чтобы достичь более высокого уровня сложности. Также была внедрена карточная система вознаграждений, лицензированная у Panini, в рамках которой после победы в определенном соревновании разблокируется карта звездного игрока. Позже именно она станет основой для самого популярного и прибыльного для создателей режима игры — FIFA Ultimate Team (FUT).
Для FIFA Football 2003 разработчики в очередной раз переработали графический движок. Была представлена новая графика с более детализированными стадионами, игроками и экипировкой. Был добавлен режим клубного чемпионата, в котором можно играть против 17 лучших клубов Европы на их собственных стадионах, пока болельщики поют свои уникальные кричалки и песни. Основные моменты в перерыве и на протяжении всего матча представлялись в стилистике телевизионных трансляций. Одной из самых ожидаемых новых функций стала функция EA Sport «Freestyle Control», которая позволяет пользователю подбрасывать мяч и передавать его товарищам по команде. Именно в этой игре впервые появляется EA Trax — эксклюзивная система музыкального меню, которая с тех пор используется во всех играх FIFA.
FIFA Football 2004 получил режим «Football Fusion», который позволил владельцам FIFA 2004 и Total Club Manager 2004 воплощать игры из TCM в FIFA 2004. Самым большим нововведением в FIFA Football 2004 стали второстепенные дивизионы, которые позволяют игроку выводить команды с более низким рейтингом в высшие лиги и соревнования (система повышения и вылета существовала с 2000 года, но до этого ни в одной из них не было лиг второго уровня). Была введена новая игровая функция, получившая название «Off the ball», которая заключается в возможности одновременного управления двумя игроками, например, для того, чтобы переместить второго игрока в штрафную в ожидании паса. Онлайн-режим рекламировался как основная функция.
В FIFA Football 2005 представлен режим создания игрока и заметно улучшен режим карьеры. Самым большим отличием по сравнению с предыдущими играми серии является внедрение игрового процесса с первого касания, который дает игрокам возможность выполнять реальные трюки и пасы. Впервые была полностью лицензирована мексиканская лига. Это была последняя игра, выпущенная для оригинальной PlayStation в США.
Для FIFA 06 разработчики полностью переработали игровой движок, переписав более половины игрового кода. Был создан значительно более сложный режим карьеры, в котором присутствуют работа со скаутами, переговоры со спонсорами и ведение контрактов, а также введена «командная химия», которая определяет, насколько хорошо члены команды играют вместе. Функция «Off the ball» была упразднена. Интересной особенностью являлся специальный «магазин болельщика»: в нём можно было за накопленные баллы открыть стадионы, игроков-звёзд, новые мячи, формы, бутсы и многое другое. В версии для Xbox 360 под названием FIFA 06: Road to FIFA World Cup были представлены только национальные сборные и совершенно новый движок, использующий графические возможности Xbox 360. Это была первая игра FIFA для консоли седьмого поколения.
В FIFA 07 появились новая функция «Интерактивные лиги», добавились новые стадионы — Уэмбли и Эмирейтс. После семи лет отсутствия в серии вернулась турецкая Суперлига. Стили игры и «фирменные» финты скопированы со знаменитых игроков. Игра получила более логичный и точный механизм передачи пасов и позиционирования игроков на поле. Версия для Xbox 360 представляла собой полноценную переработку игры, используя совершенно новый игровой движок, созданный с нуля для системы. В этой версии значительно сокращен состав команд, полностью исключены все команды низших дивизионов и сосредоточено внимание на четырех главных европейских лигах, а также мексиканской Клаусуре и национальных сборных. С новым движком соперники стали активно теснить друг друга и сталкиваться в прыжках. Мяч получил более реалистичную физическую модель. 
В FIFA 08 введён новый режим игры — «Be a Pro», в которой игрок управляет только одним игроком на поле. В этой части впервые появились чемпионаты Ирландии и Австралии. Появилась функция «Тренировочная арена», которая позволяет тренировать и совершенствовать дриблинг, удары или отрабатывать стандартные положения прямо на тренировочном поле. Это была первая игра во франшизе для PlayStation 3 и Wii.
В FIFA 09 были внесены изменения в расчёт силы футболистов — при каждом действии игрока, будь то удар или борьба за мяч, производился расчёт именно этого действия; причём он зависел не только от его навыков, но и от веса и роста. При таких расчётах нельзя быть уверенным, что сильный защитник выиграет 100% единоборств, — это делало игру более интересной, непредсказуемой и приближённой к реальности. Игровой процесс расширился большим количеством дополнительных возможностей, таких как борьба за мяч в воздухе, новая система ударов и выходы вратаря, обновленная система коллизий и возможность проведения онлайн-матчей «Be a Pro» 10 на 10, а также новой функцией «Adidas Live Season», которая обновляла всю статистику игроков в конкретной лиге в зависимости от формы игрока в реальной жизни. Несмотря на то, что функция активировалась с помощью микротранзакций, игроки имели доступ к одной бесплатной лиге по своему выбору с момента активации сервиса и до конца сезона 2008/09. Появилась возможность управления мышью.
FIFA 10 продолжала расширять список реальных стадионов и команд. На момент выхода в игре были 50 стадионов и 31 лига, среди которых впервые появилась Российская Премьер-лига. Появился расширенный режим менеджера, который включал в себя нового помощника, использовавшегося для управления составом команды и ротации состава в зависимости от важности предстоящего матча и улучшения финансового положения. Изменилась система получения опыта и роста игроков. Рост игрока теперь определялся его игровыми достижениями, требованиями, предъявляемыми к игроку, и достижениями, основанными на конкретной позиции игрока.
В FIFA 11 был представлен новый режим карьеры, который заменил собой режим менеджера: в нём игрок мог сделать карьеру в качестве менеджера команды, игрока или, впервые в серии, в качестве менеджера игрока. В список нововведений вошли улучшенная система передачи мяча, улучшенное сходство игроков, возможность впервые играть за вратаря и другие различные изменения и дополнения. Список стадионов расширился до 62 реальных арен, а меню ПК-версии полностью поддерживало мышь и клавиатуру для быстрой и удобной навигации. 
FIFA 12 это первое издание серии с комментариями на арабском языке. Чешская Первая лига и турецкая Суперлига исключены из игры (хотя турецкий «Галатасарай» по-прежнему был доступен), а третья аргентинская команда, «Расинг Клуб де Авельянеда», добавлена в турнирную таблицу остального мира. Основными консолями для игры были Xbox 360 и PlayStation 3, и впервые версия для ПК была идентична консольным по функционалу. За действия на поле теперь отвечал новый физический движок Player Impact Engine, созданный для обеспечения реалистичности каждого взаимодействия на поле.
В FIFA 13 появилась Саудовская Премьер-лига, впервые в серии был представлен арабский футбол. На Xbox 360 и PlayStation 3 игра была совместима с Kinect и PlayStation Move соответственно. Игроки научились автоматически анализировать пространство и думать наперед, что потенциально облегчало взлом обороны, интеллект вратарей был улучшен аналогичным образом. Полный дриблинг позволял игрокам быть более опасными и креативными во время противостояний 1 на 1, защитники теперь могли воспользоваться потерей концентрации и неудачными касаниями, чтобы вернуть владение мячом.
FIFA 14 стала первой игрой серии, которая вышла на консолях восьмого поколения PlayStation 4 и Xbox One, в версии игры для этих платформ использовался новый движок под названием «Ignite». Это позволило не только улучшить графику и добавить динамически изменяемые погодные условия, но и внести изменения в игровой процесс, например, приблизить ИИ к поведению реального игрока и сделать анимацию игроков более реалистичной. Появился режим под названием «Совместные сезоны» (Co-op Seasons), где любой игрок может принять участие в сетевой игре 2 на 2, объединившись со своим другом против двух других игроков, и вместе вывести свою команду в первый дивизион. В FIFA 14 полностью лицензированы 19 бразильских клубов и сборная Бразилии, Чемпионат Польши (Экстракласса) и национальная сборная страны (до этого момента польский чемпионат присутствовал в игре под вымышленным названием «Polska Liga» и не имел лицензирования). Из новых лиг в игре добавились лига Чили, аргентинская Примера-Дивизион и Колумбийская Лига. В игре появился первый украинский клуб — донецкий «Шахтёр» и его стадион «Донбасс Арена».
В версии FIFA 15 для ПК впервые использовался новый движок «Ignite», аналогичный PlayStation 4 и Xbox One. Была полностью лицензирована итальянская Серия A, но из-за проблем с лицензированием бразильских игроков, это была первая игра в основной серии, в которой ни в какой форме не были представлены бразильские лиги. Помимо этого, в игру, спустя несколько лет, вернулась Турецкая футбольная супер-лига. Впервые в серии присутствуют все 20 стадионов английской Премьер-лиги, для воссоздания реалистичной атмосферы на которых были записаны приветствия, кричалки и звуки более чем 20 матчей Премьер-лиги. С этого момента у любого клуба, вышедшего в английскую Премьер-лигу, в игре появлялся собственный стадион.
В FIFA 16 впервые за всю историю серии появились женские футбольные команды. После сложностей, связанных с предыдущим изданием, некоторые бразильские команды — за исключением тех, у которых были эксклюзивные соглашения с конкурирующей серией Pro Evolution Soccer от Konami — согласились добавить в игру свою визуальную идентичность (значки, названия и экипировку), но такого соглашения с игроками достигнуто не было из-за децентрализации права на имидж игроков в Бразилии; в результате бразильские команды помещены в блок «Остальной мир» (в последующих изданиях им будет предоставлен свой собственный неполный список в лиге), а их составы полностью состоят из вымышленных игроков. В FUT был добавлен режим Ultimate Draft, в котором нужно выбрать схему и наиболее подходящего игрока из пяти случайным образом выпавших из карточного набора футболистов на каждую позицию, а затем сразиться с соперниками в серии из четырёх поединков, чтобы получить в награду особые наборы.
В FIFA 17 впервые появился сюжетный режим «История», где игроку позволяли пройти свой собственный путь в роли восходящей звезды английской Премьер-лиги Алекса Хантера, которого сыграл актёр нигерийского происхождения Томива Едун. В этом режиме можно было сыграть за любой клуб Премьер-лиги под руководством настоящих тренеров. Благодаря переезду на игровой движок «Frostbite» удалось отрисовать множество кат-сцен для сюжетного режима, но игра долгое время была полна различных ошибок и багов, связанных с анимациями. Здесь также впервые представлен первый дивизион Джей-лиги — это первая футбольная игра, в которой эта лига появилась на международном рынке. В один год с FIFA 17 также вышла FIFA Mobile — первая мобильная игра FIFA с использованием нового режима атаки. 
FIFA 18 — это первая игра, в которой появились Ultimate Team ICONS на всех системах, включая PlayStation 4, Xbox One, Nintendo Switch и ПК. В игре также представлены команды третьего уровня немецкого футбола (3-я Лига), национальные футбольные сборные Исландии и Саудовской Аравии, мужская и женская национальные сборные Новой Зеландии, а также турецкая Суперлига. EA Sports внедрила в FIFA 18 функцию быстрой замены, при которой игрок может выйти на замену, когда мяч выходит из игры. Сюжетный режим «История: Хантер возвращается» продолжит знакомить игрока с восхождением Алекса Хантера на футбольный Олимп. В обновлении, выпущенном после запуска для версий для Xbox One, PS4, PC и Switch, был добавлен чемпионат мира по футболу 2018 года, а также добавлен режим World Cup Ultimate Team, являющимся отдельным от основного режима Ultimate Team.
В FIFA 19 впервые была представлена Китайская лига, из игры исчезла РПЛ, но, несмотря на это, в игре присутствуют три клуба из России («Локомотив», ЦСКА, «Спартак») и появился первый российский стадион — «Открытие Арена». Также эксклюзивно в игре представлены все турниры УЕФА. Композитор Ханс Циммер и рэпер Винс Стейплс записали новый ремикс на гимн Лиги чемпионов УЕФА специально для FIFA 19, и он прозвучал в анонсирующем трейлере. Алекс Хантер (впервые появившийся в FIFA 17) вернулся в третьей и заключительной части «Истории».
Главным нововведением FIFA 20 является FIFA VOLTA, основанный на серии игр FIFA Street. VOLTA (от португальского «возвращать») переносит футбол на улицы и погружает игрока в настоящую мини-футбольную атмосферу. В режиме карьеры можно создать игрока любого пола и довести его до Чемпионата мира FIFA VOLTA в Буэнос-Айресе. Доступно множество режимов игры, включая профессиональные правила мини-футбола. Режим Pro Clubs также изменился: стало больше возможностей для игры один на один, больше пространства для игры вне поля, а также появилась новая механика выполнения пенальти и штрафных ударов. «Ювентус» не участвовал в FIFA 20, поскольку клуб подписал партнерское соглашение с PES 2020; в FIFA 20 команда называлась «Пьемонт Кальчо».
FIFA 21 стала первой игрой серии, получившей поддержку нового поколения консолей: PlayStation 5 и Xbox Series X/S. На обложку игры был помещён Килиан Мбаппе. Вокруг режима FUT разгорелись споры из-за того, что он был классифицирован как онлайн-казино. В январе 2019 года EA согласилась прекратить продажу игровой валюты (очки FIFA) за реальные деньги в Бельгии под давлением властей. Петиции о запрете продажи очков FIFA в других местах начались в июне 2020 года, когда законность этих очков обсуждалась в США и Великобритании, причем последняя — через Министерство цифровых технологий, культуры, СМИ и спорта Великобритании. Аналогичным образом, голландский судья постановил, что EA должна быть оштрафована на 0,5 миллиона евро в неделю до тех пор, пока пакеты с карточками не будут удалены из игры. В режиме карьеры появились новые дополнения после многолетней критики со стороны сообщества — в основном в режиме менеджера. Новые дополнения включают обновленный интерактивный режим симуляции матча, который позволяет игрокам мгновенно входить в матчи и выходить из них, в дополнение к изменению планов игры в режиме реального времени. В VOLTA 21 был улучшен игровой процесс и представлены новые игровые режимы, такие как «Debut» — продолжение прошлогоднего сюжетного режима с участием Зинедина Зидана, Тьерри Анри, Кака и Фрэнка Лэмпарда. «Ювентус», «Рома», «Ривер Плейт», «Бока Хуниорс» и «Коринтианс» не представлены в FIFA 21 и вместо этого известны как «Пьемонт Кальчо», «Рома», «Нуньес», «Буэнос-Айрес» и «Океанико» соответственно. В игре сохранены сходства игроков (за исключением «Океанико»), но официальный значок, комплекты и стадионы недоступны, а вместо них представлены пользовательские дизайны и типовые стадионы, смоделированные EA Sports. 
В FIFA 22 было добавлено создание собственного клуба в режиме карьеры: можно нарисовать собственную форму, логотип, выбирать стадион и оформить его по своему вкусу. Главное нововведение FIFA 22 — «HyperMotion Technology». В его основу легли данные захвата движений, собранные с 22 реальных игроков, сыгравших полноценный футбольный матч высокой интенсивности в костюмах для захвата. Данные, собранные о движениях игроков, подкатах, воздушных дуэлях и действиях с мячом, используются для управления игровым процессом. FIFA 22 использует эти данные в своем алгоритме машинного обучения, который использует более «8,7 миллионов кадров расширенной съемки матча» для создания реалистичных движений игрока и анимации над мячом и вне его в режиме реального времени. Эта функция доступна только в версиях игры для консолей 9-го поколения. Обновление, выпущенное после запуска, позволяло игрокам на Xbox Series X/S, PS5 и Stadia играть вместе, а также добавляло первую Лигу конференции Европы УЕФА и последний список клубных соревнований УЕФА. В обновлении 1.22 разработчики удалили все российские команды и лишили российских и белорусских игроков права на появление в FIFA 22, за исключением тех, кто играет в иностранных лигах.
FIFA 23 получила вторую версию движка «HyperMotion Technology» — «HyperMotion2». Алгоритмы машинного обучения, используемые в «HyperMotion2», основаны на нейронных сетях глубокого обучения, которые предназначены для моделирования поведения человеческого мозга. Эти нейронные сети состоят из слоев взаимосвязанных узлов, которые обрабатывают и анализируют данные, позволяя системе выявлять закономерности и делать прогнозы на основе прошлого опыта. Алгоритмы способны выявлять закономерности в данных и использовать их для создания новых движений, которые точно повторяют движения реальных игроков. Система способна генерировать более 6000 уникальных анимаций, каждая со своим собственным набором переменных и параметров, которые определяют, как анимация будет выполняться в игре. Последняя игра серии, созданная в партнерстве с FIFA, сохраняющая режимы Ultimate Team и карьеру, а также лицензии основных европейских лиг и игроков, клубов и стадионов. Вернулся футбольный клуб «Ювентус», но больше не представлены команды первого дивизиона Джей-лиги из-за того, что шестилетнее партнерство EA и J.League подошло к концу. Почти все латиноамериканские лиги также были удалены, осталась только аргентинская Примера и команды, которые борются за Кубок Либертадорес и Кубок Южной Америки. Российская Премьер-лига отсутствует. В игре появился женский клубный футбол, включающий в себя четыре лиги (Англия, Франция, Германия, США). В качестве бесплатных дополнений к игре были выпущены два Кубка мира по футболу: мужской кубок мира в Катаре, и следом женский кубок мира в Австралии и Новой Зеландии.

## Будущее серии игр FIFA
Поскольку EA Sports и FIFA не смогли договориться о лицензионных сборах за использование названия FIFA, в мае 2022 года EA Sports объявила, что FIFA 23 станет последней частью игры, разработанной под этим названием. EA Sports продолжила выпускать футбольные игры под названием EA Sports FC, начиная с 2023 года, в то время как FIFA заявила о намерении вступить в партнерство с новым разработчиком для создания «единственной аутентичной, настоящей игры под названием FIFA» в 2024 году. По состоянию на ноябрь 2024 года вышло уже две игры в серии EA Sports FC, для которых были заключены эксклюзивные партнерские отношения с Премьер-лигой, Ла Лигой, Лигой 1, Бундеслигой, Серией А и MLS. EA Sports FC 24 получила обновление, содержащее Чемпионат Европы по футболу 2024.

## Отзывы и критика
Серия футбольных симуляторов FIFA, начиная с 2000-х годов, традиционно критикуется за слишком незначительные изменения в игровом процессе, которые часто приносятся разработчиками в жертву ради улучшения графической составляющей и добавления новых лиг и команд. Несмотря на это, серия игр FIFA занесена в Книгу рекордов Гиннесса как самая продаваемая франшиза спортивных видеоигр в мире. Отдельной критики заслуживает игровой режим FIFA Ultimate Team за свою крайне агрессивную монетизацию и невозможность импорта карточек, собранных в предыдущих частях игры. Во многих странах он признан азартной игрой, в некоторых европейских государствах — ограничен или запрещен полностью. По состоянию на 2025 год сервера всех игр серии FIFA были отключены из-за расторжения контракта между футбольной организацией и EA Sports, что сделало большую часть игровых функций недоступными для игроков.